# Салангана меланезійська
Саланга́на меланезійська (Aerodramus orientalis) — вид серпокрильцеподібних птахів родини серпокрильцевих (Apodidae). Мешкає на островах Меланезії.

## Опис
Довжина птаха становить 13-14 см. Верхня частина тіла чорна, на надхвісті широка світло-сіра смуга. Нижня частина тіла рівномірно попелясто-коричнева. Хвіст короткий, виїмчастий. У представників підвиду A. o. leletensis верхня частина тіла синювато-чорна, блискуча, смуга на надхвісті більш темна і вузька, лапи неоперені.

## Підвиди
Виділяють два підвиди:
- A. o. leletensis (Salomonsen, 1962) — плато Лелет в центральній частині Нової Ірландії;
- A. o. orientalis (Mayr, 1935) — острів Гуадалканал.

## Поширення і екологія
Меланезійські салангани мешкають на острові Нова Ірландія в архіпелазі Бісмарка та на Гуадалканалі на Соломонових островах, а також спостерігалися на острові Бугенвіль. Вони живуть переважно в гірських районах, серед гірських тропічних лісів. Живляться комахами, яких ловлять в польоті.